# Atlanta Hawks
Atlanta Hawks – amerykański klub koszykarski mający swoją siedzibę w Atlancie, w stanie Georgia. Występuje w Dywizji Południowo-Wschodniej, Konferencji Wschodniej w National Basketball Association (NBA). Domowe spotkania Hawks rozgrywają w hali State Farm Arena.

## Historia
Klub powstał w 1946 jako Tri-Cities Blackhawks i miał swoją siedzibę w obszarze tzw. Quad Cities, na granicy stanów Iowa i Illinois. Trzema miastami z nazwy były: Moline, Rock Island i Davenport. Klub był jednym z 17 założycieli ligi NBA, powstałej w 1949 z połączenia lig NBL i BAA. W pierwszym sezonie zespół prowadził legendarny trener Red Auerbach.
W 1951 klub przeniósł się do Milwaukee, a nazwę skrócono do „Hawks” („Jastrzębie”). W następnych latach, mimo pozyskania późniejszego MVP Boba Pettita, klub spisywał się fatalnie. Po kolejnej przeprowadzce, w 1955 do Saint Louis, osiągnięcia zespołu się poprawiły. W 1957 Hawks awansowali do finału ligi, gdzie przegrali z, będącymi na początku swej mistrzowskiej passy, Boston Celtics. Rok później jednak zrewanżowali się, czyniąc wyłom w serii mistrzostw Celtów w latach 1957–1969 i zdobywając, jedyne w dziejach zespołu, mistrzostwo NBA. Hawks z sezonu '58 to ostatnia w całości biała drużyna, która sięgnęła po tytuł. Zespół, trenowany przez Alexa Hannuma poprowadzili do mistrzostwa Bob Pettit, Ed Macauley i Cliff Hagan.
Hawks stali się w następnych latach prawie etatowymi przeciwnikami Celtics, przegrywając z nimi w dwóch kolejnych finałach, w latach 1960 i 1961. Kolejne sezony to stale wysoka forma zespołu, jednak bez osiągania największych laurów – Hawks w latach 1963–1967 poprzestali na zdobyciu czterech tytułów mistrzów swojej dywizji.
Mimo sukcesów zespół został sprzedany i w 1968 przeniesiony do Atlanty. Tam zdobyli jeszcze raz tytuł mistrza dywizji w 1970, ale potem zespół przestał odnosić sukcesy. Wiązało się to m.in. z pechowymi wyborami w drafcie (np. w 1975 mając wybory nr 1. i 3. zespół zdecydował się na Davida Thompsona i Marvina Webstera, którzy wybrali jednak kariery w lidze ABA). W 1976 właścicielem klubu został znany biznesmen Ted Turner. W 1980 zespół, po latach przerwy wygrał rywalizację w Centralnej Dywizji. Dwa lata później do zespołu trafiła wielka gwiazda – Dominique Wilkins, z którym od połowy lat 80. zespół stale był w elicie ligi, jednak nigdy nie mógł się przebić choćby do finałów konferencji.
W 1994, po roku pracy nowego trenera Lenny’ego Wilkensa, Hawks znów zdobyli tytuł mistrza dywizji, ale na tym poprzestali. Po tym sezonie odszedł Wilkins, zaś jego następcy, Danny Manning czy Steve Smith nie potrafili nadać zespołowi mistrzowskiego szlifu. Jedynie Lenny Wilkens, dzięki w sumie dobrej grze drużyny w sezonach zasadniczych pobił stary rekord Reda Auerbacha w liczbie zwycięstw (939 w 1995).
W sezonie 2024/2025 drużyna kierowana przez swojego lidera Trae Younga zakończyła swoją grę w NBA na poziomie play-in. Zespoły Orlando Magic i Miami Heat okazały się zbyt mocne dla Jastrzębi. 
Do dziś zespół spisuje się przeciętnie, bijąc rekordy pod względem braku uczestnictwa w playoffach (8), czy braku zawodnika uczestniczącego w Meczach Gwiazd (23 lata). Inne niechlubne rekordy to seria sezonów z więcej niż 50 porażkami (4) i drugie miejsce w historii pod względem okresu od zdobycia mistrzostwa ligi (50 lat).

## Nazwa
Nazwa klubu nawiązuje do wojny Czarnego Jastrzębia, która rozgrywała się na terenach stanu Illinois.

## Zawodnicy

### Kadra w sezonie 2020/21
Stan na 8 kwietnia 2021
| Nr | Poz. | Nar.              | Nazwisko i imię    | Data urodzenia | Wzrost | Masa ciała |
| -- | ---- | ----------------- | ------------------ | -------------- | ------ | ---------- |
| 32 | PG   | Stany Zjednoczone | Dunn, Kris         | 1994–03–18     | 190 cm | 92 kg      |
| 13 | SG   | Serbia            | Bogdanović, Bogdan | 1992–08–18     | 198 cm | 99 kg      |
| 0  | PG   | Stany Zjednoczone | Goodwin, Brandon   | 1995–10–02     | 183 cm | 81 kg      |
| 18 | SF   | Stany Zjednoczone | Hill, Solomon      | 1991–03–18     | 198 cm | 102 kg     |
| 6  | SG   | Stany Zjednoczone | Williams, Lou      | 1986–10–27     | 185 cm | 79 kg      |
| 4  | SG   | Stany Zjednoczone | Mays, Skylar       | 1997–09–05     | 193 cm | 92 kg      |
| 20 | PF   | Stany Zjednoczone | Collins, John      | 1997–09–23     | 206 cm | 106 kg     |
| 15 | C    | Szwajcaria        | Capela, Clint      | 1994–05–18     | 208 cm | 108 kg     |
| 19 | SG   | Stany Zjednoczone | Snell, Tony        | 1991–11–10     | 198 cm | 96 kg      |
| 22 | SF   | Stany Zjednoczone | Reddish, Cam       | 1999–09–01     | 203 cm | 98 kg      |
| 12 | SF   | Stany Zjednoczone | Hunter, De’Andre   | 1997–12–02     | 203 cm | 102 kg     |
| 3  | SG   | Stany Zjednoczone | Huerter, Kevin     | 1998–08–27     | 201 cm | 86 kg      |
| 17 | C    | Stany Zjednoczone | Okongwu, Onyeka    | 2000–12–11     | 203 cm | 106 kg     |
| 24 | C    | Angola            | Fernando, Bruno    | 1998–08–15     | 206 cm | 108 kg     |
| 1  | PF   | Stany Zjednoczone | Knight, Nathan     | 1997–09–20     | 208 cm | 114 kg     |
| 8  | PF   | Włochy            | Gallinari, Danilo  | 1988–08–08     | 208 cm | 105 kg     |
| 11 | PG   | Stany Zjednoczone | Young, Trae        | 1998–09–19     | 185 cm | 81 kg      |

Trener:  Nate McMillan
 Asystenci: Marlon Garnett • Matt Hill • Melvin Hunt • Chris Jent • Scottie Parker

### Międzynarodowe prawa
| SG   | Niemcy  | Marcus Eriksson | 2015 NBA Draft | 50 numer |
| PF/C | Francja | Alpha Kaba      | 2017 NBA Draft | 60 numer |

## Trenerzy
| - Roger Potter 1949 - Red Auerbach 1949–1950 - Dave MacMillan 1950–1951 - Doxie Moore 1951–1952 - Andrew Levane 1952–1953 - William Holzman 1954–1956 - Slater Martin 1957 - Alex Hannum 1958 - Andy Phillip 1958 - Ed Macauley 1958–1960 |  | - Paul Seymour 1960–1961 - Andrew Levane 1961–1962 - Bob Pettit 1962 - Harry Gallatin 1962–1964 - Richie Guerin 1965–1971 - Cotton Fitzsimmons 1972–1976 - Bumper Tormohlen 1976 - Hubie Brown 1976–1981 - Mike Fratello 1981 - Kevin Loughery 1981–1983 |  | - Mike Fratello 1983–1990 - Bob Weiss 1990–1993 - Lenny Wilkens 1993–2000 - Lon Kruger 2000–2002 - Terry Stotts 2002–2004 - Mike Woodson 2004–2010 - Larry Drew 2010–2013 - Mike Budenholzer 2013–2018 - Lloyd Pierce od 2018 |

## Zastrzeżone numery
| Atlanta Hawks zastrzeżone numery |                   |                   |           |
| Nr.                              | Imię i nazwisko   | Pozycja           | Lata gry  |
| 9                                | Bob Pettit        | PF                | 1954–1965 |
| 21                               | Dominique Wilkins | SF                | 1982–1994 |
| 23                               | Lou Hudson        | SF, SG            | 1966–1977 |
| 40                               | Jason Collier     | C                 | 2003–2005 |
| 44                               | Pete Maravich     | PG                | 1970–1974 |
| 55                               | Dikembe Mutombo   | C                 | 1996–2001 |
| 59                               | Kasim Reed        | Burmistrz Atlanty | 2010–2018 |
| –                                | Ted Turner        | Właściciel        | 1977–2001 |

### Włączeni do Basketball Hall of Fame
- 8 Walt Bellamy
- trener, 15, 18, 19 Richie Guerin
- 6, 16, 17Cliff Hagan
- 42 Connie Hawkins
- 14 Bob Houbregs
- 2 Moses Malone
- 44 Pete Maravich
- trener, 20, 50 Ed Macauley
- 9 Bob Pettit
- trener, 14, 15, 32 Lenny Wilkens
- 21 Dominique Wilkins

## Statystyki

### Statystyczni liderzy NBA
Liderzy strzelców
- Bob Pettit – 1956, 1959
- Dominique Wilkins – 1986

Liderzy w zbiórkach
- Mel Hutchins – 1952
- Bob Pettit – 1956
- Dikembe Mutombo – 2000

Liderzy w przechwytach
- Mookie Blaylock – 1997–1998

Liderzy w blokach
- Tree Rollins – 1983

Liderzy w skuteczności rzutów za 3 punkty
- Kyle Korver – 2014, 2015

### Liderzy wszech czasów klubu
Sezon regularny
(Stan na 15 lutego 2017, a na podstawie)
| Kategoria                      | Zawodnik          | Statystyki |
| ------------------------------ | ----------------- | ---------- |
| Gry                            | Dominique Wilkins | 882        |
| Minuty                         | Dominique Wilkins | 32545      |
| Punkty                         | Dominique Wilkins | 23292      |
| Zbiórki                        | Bob Pettit        | 12849      |
| Asysty                         | Doc Rivers        | 3866       |
| Przechwyty                     | Mookie Blaylock   | 1321       |
| Bloki                          | Tree Rollins      | 2283       |
| Straty                         | Dominique Wilkins | 2286       |
| Faule                          | Tree Rollins      | 2924       |
| Celne rzuty z gry              | Dominique Wilkins | 8752       |
| Oddane rzuty z gry             | Dominique Wilkins | 18743      |
| Skuteczność rzutów z gry       | Mike Glenn        | 55,3       |
| Celne rzuty za 3 punkty        | Mookie Blaylock   | 1050       |
| Oddane rzuty za 3 punkty       | Mookie Blaylock   | 3023       |
| Skuteczność rzutów za 3 punkty | Kyle Korver       | 45,2       |
| Celne rzuty wolne              | Bob Pettit        | 6182       |
| Oddane rzuty wolne             | Bob Pettit        | 8119       |
| Skuteczność rzutów wolnych     | Kyle Korver       | 88,7       |
| Średnia punktów                | Dominique Wilkins | 26,4       |
| Średnia zbiórek                | Bob Pettit        | 16,2       |
| Średnia asyst                  | Mookie Blaylock   | 7,3        |
| Średnia przechwytów            | Mookie Blaylock   | 2,6        |
| Średnia bloków                 | Dikembe Mutombo   | 3,2        |

## Nagrody i wyróżnienia

### Sezon
MVP Sezonu
- Bob Pettit – 1956, 1959

Obrońca Roku
- Dikembe Mutombo – 1997, 1998

Debiutant Roku
- Bob Pettit – 1955

Największy Postęp
- Alan Henderson – 1998

Najlepszy Rezerwowy
- Jamal Crawford – 2010

Trener Roku
- Harry Gallatin – 1963
- Richie Guerin – 1968
- Hubie Brown – 1978
- Mike Fratello – 1986
- Lenny Wilkens – 1994
- Mike Budenholzer – 2015

Menedżer Roku
- Stan Kasten – 1986, 1987

NBA Sportsmanship Award
- Kyle Korver – 2015

J. Walter Kennedy Citizenship Award
- Doc Rivers – 1990
- Joe O’Toole – 1995
- Steve Smith – 1998

NBA IBM Award
- Dikembe Mutombo – 1999

I skład NBA
- Bob Pettit – 1955, 1956, 1957, 1958, 1959, 1960, 1961, 1962, 1963, 1964
- Dominique Wilkins – 1986

II skład NBA
- Frank Brian – 1951
- Slater Martin – 1957, 1958, 1959
- Cliff Hagan – 1958, 1959
- Bob Pettit – 1965
- Lou Hudson – 1970
- Pete Maravich – 1973
- Dan Roundfield – 1980
- Dominique Wilkins – 1987, 1988, 1991, 1993
- Dikembe Mutombo – 2001

III skład NBA
- Dominique Wilkins – 1989
- Kevin Willis – 1992
- Dikembe Mutombo – 1998
- Joe Johnson – 2010
- Al Horford – 2011

I skład defensywny NBA
- Dan Roundfield – 1980, 1982, 1983
- Tree Rollins – 1984
- Mookie Blaylock – 1994, 1995
- Dikembe Mutombo – 1997, 1998

II skład defensywny NBA
- Bill Bridges – 1969, 1970
- Joe Caldwell – 1970
- „Fast Eddie” Johnson – 1979, 1980
- Dan Roundfield – 1981, 1984
- Tree Rollins – 1983
- Mookie Blaylock – 1996, 1997, 1998, 1999
- Dikembe Mutombo – 1999
- Josh Smith – 2010
- Paul Millsap – 2016

I skład debiutantów NBA
- Zelmo Beaty – 1963
- Lou Hudson – 1968
- Pete Maravich – 1971
- John Brown – 1974
- John Drew – 1975
- Dominique Wilkins – 1983
- Stacey Augmon – 1992
- Al Horford – 2008
- Trae Young – 2019

II skład debiutantów NBA
- Jason Terry – 2000
- Josh Childress – 2005
- Josh Smith – 2005
- Marvin Williams – 2006
- John Collins – 2018
- Kevin Huerter – 2019

### NBA All-Star Weekend
All-Star Game MVP
- Bob Pettit – 1956, 1958, 1959, 1962

Zwycięzcy konkursu wsadów
- Josh Smith – 2005
- Dominique Wilkins – 1985, 1990
- Spud Webb – 1986

Zwycięzcy Shooting Stars
- Dominique Wilkins – 2013–2015
- Al Horford – 2011
- Steve Smith – 2011

Trenerzy drużyn NBA All-Star
- Mike Fratello – 1988
- Lenny Wilkens – 1994
- Mike Budenholzer – 2015

Uczestnicy Rising Stars Challenge
- Alan Henderson – 1996
- Jason Terry – 2001
- Josh Smith – 2005
- Al Horford – 2009
- Pero Antiḱ – 2014^
- Dennis Schröder – 2015

Powołani do meczu gwiazd
- Frank Brian – 1951
- Dike Eddleman – 1951, 1952
- Mel Hutchins – 1953
- Don Sunderlage – 1954
- Frank Selvy – 1955
- Bob Pettit – 1955–1965
- Bob Harrison – 1956
- Ed Macauley – 1957
- Slater Martin – 1957–1959
- Cliff Hagan – 1958–1962
- Clyde Lovellette – 1960, 1961
- Lenny Wilkens – 1963–1965, 1967–1968
- Zelmo Beaty – 1966
- Bill Bridges – 1967, 1968, 1970
- Joe Caldwell – 1969, 1970
- Lou Hudson – 1969–1974
- Pete Maravich – 1973, 1974
- John Drew – 1976, 1980
- Dan Roundfield – 1980–1982
- „Fast Eddie” Johnson – 1980, 1981
- Dominique Wilkins – 1986–1994
- Doc Rivers – 1988
- Moses Malone – 1989
- Kevin Willis – 1992
- Mookie Blaylock – 1994
- Dikembe Mutombo – 1997, 1998, 2000, 2001
- Christian Laettner – 1997
- Steve Smith – 1998
- Shareef Abdur-Rahim – 2002
- Joe Johnson – 2007–2012
- Al Horford – 2010, 2011, 2015, 2016
- Paul Millsap – 2014–2017
- Jeff Teague – 2015
- Kyle Korver – 2015

^ – nie wystąpił z powodu kontuzji

### NBL
| MVP NBL - 1949 – Don Otten | I skład NBL - Don Otten (1949) | II skład NBL - Don Otten (1948) - Bobby McDermott (1948) - Ward Gibson (1949) - Stan Von Nieda (1949) | NBL All-Time Team - Bobby McDermott |

### Turniej World Professional Basketball
II skład turnieju WPBT
- Billy Hassett (1947)
- Whitey Van Nieda (1948)
- Bobby McDermott (1948)

## Areny

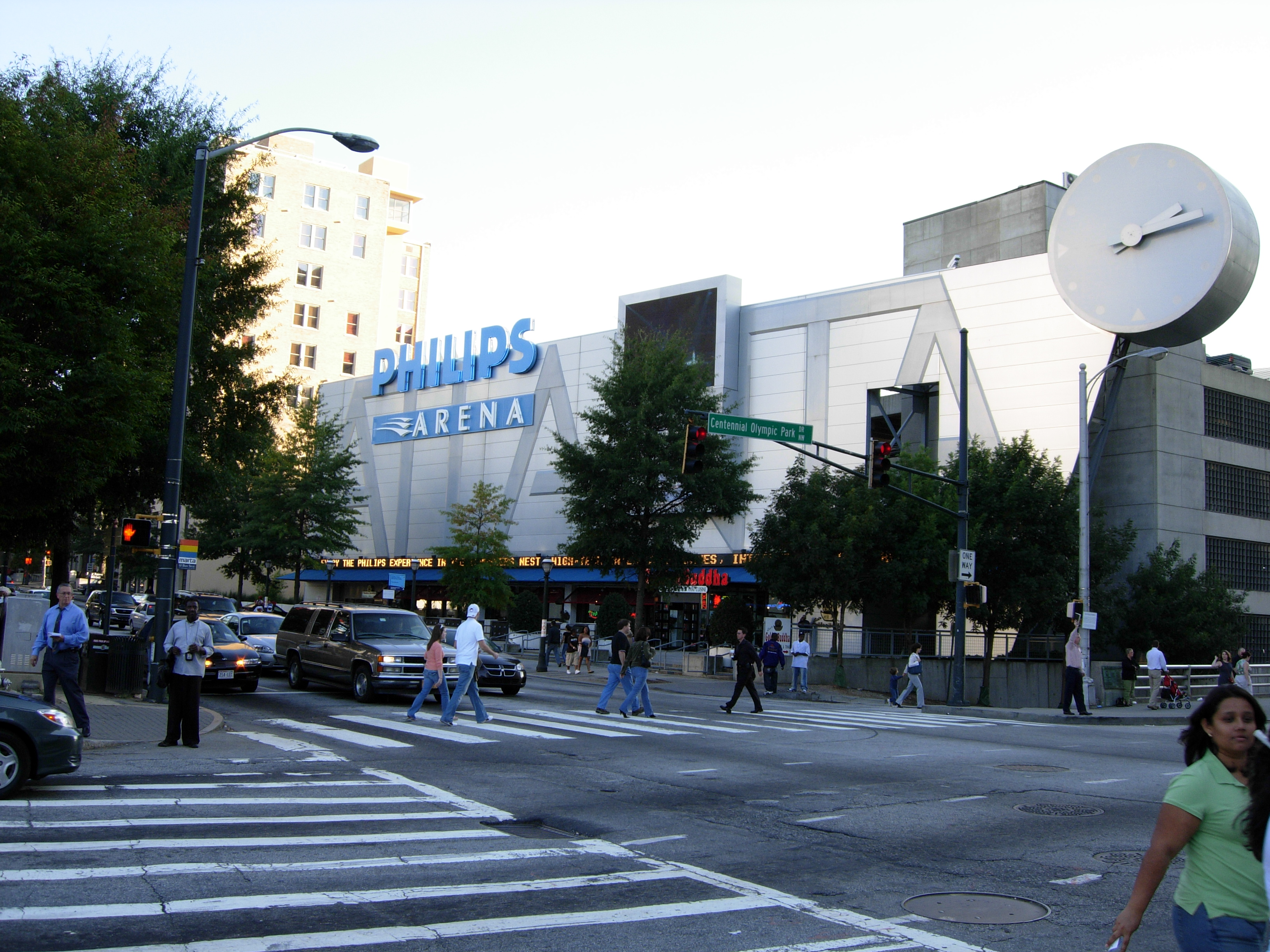
Philips Arena obecna siedziba Hawks (od 1999)
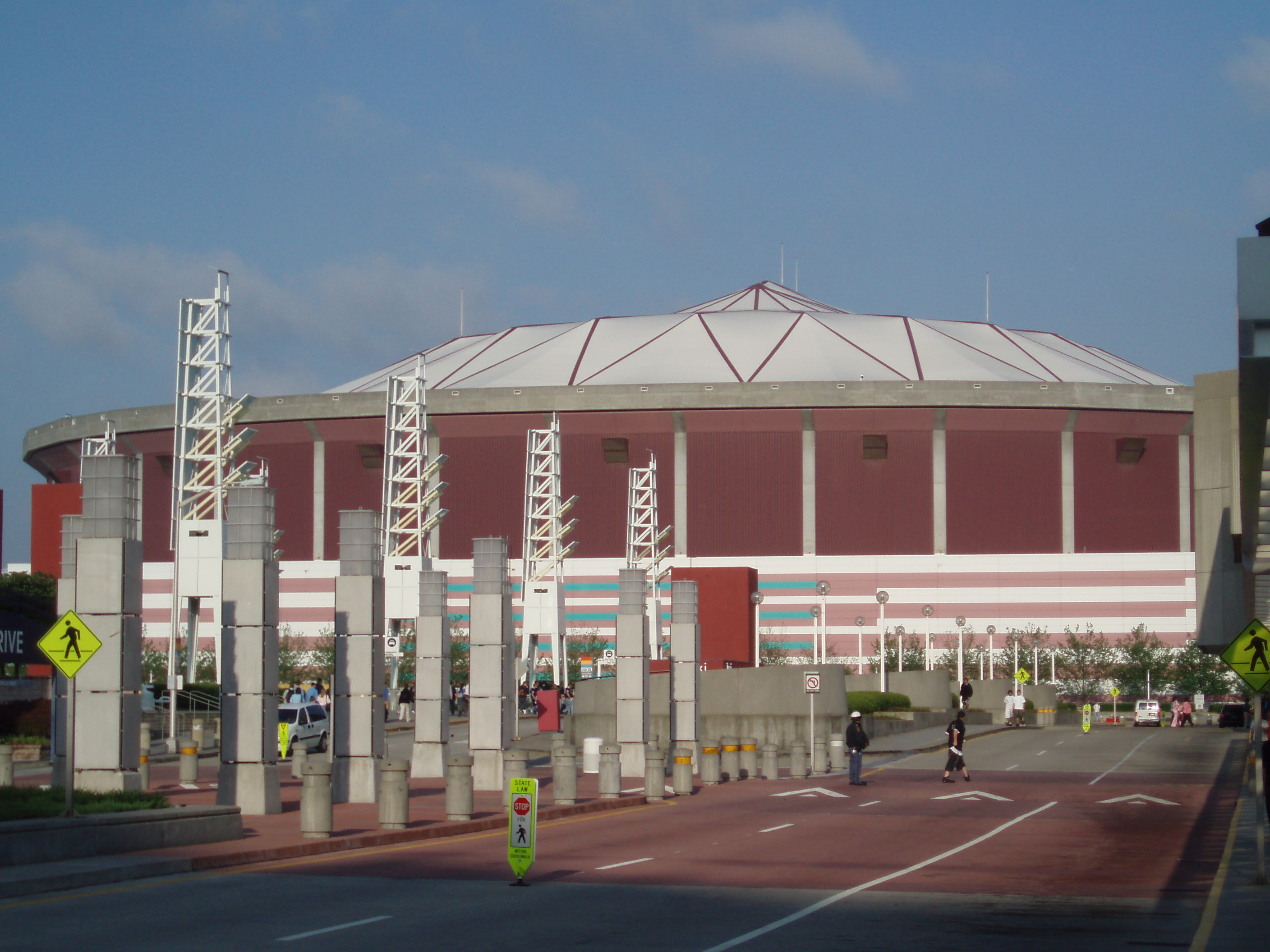
Georgia Dome (1997–1999)
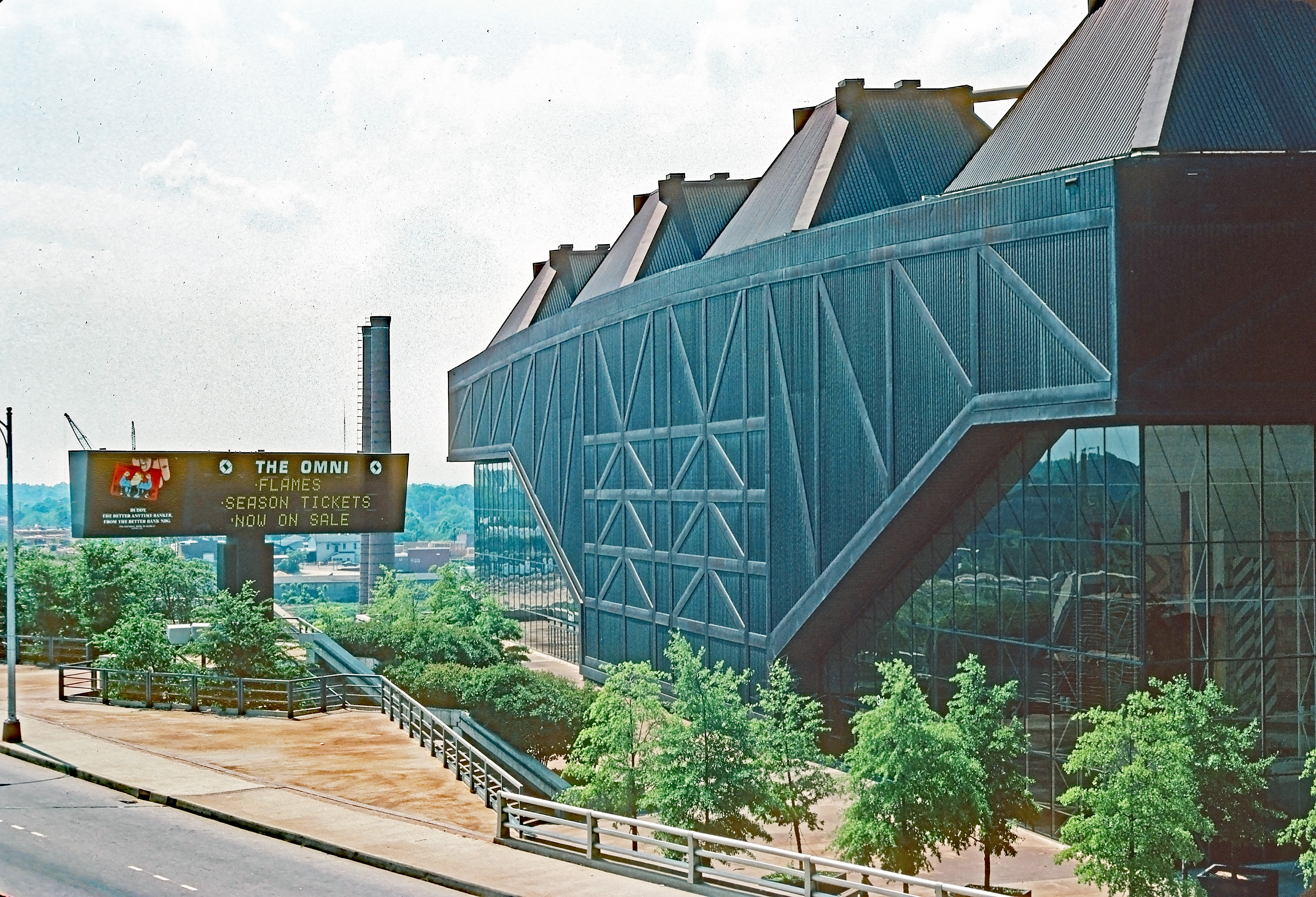
Omni Coliseum (1972–1997)
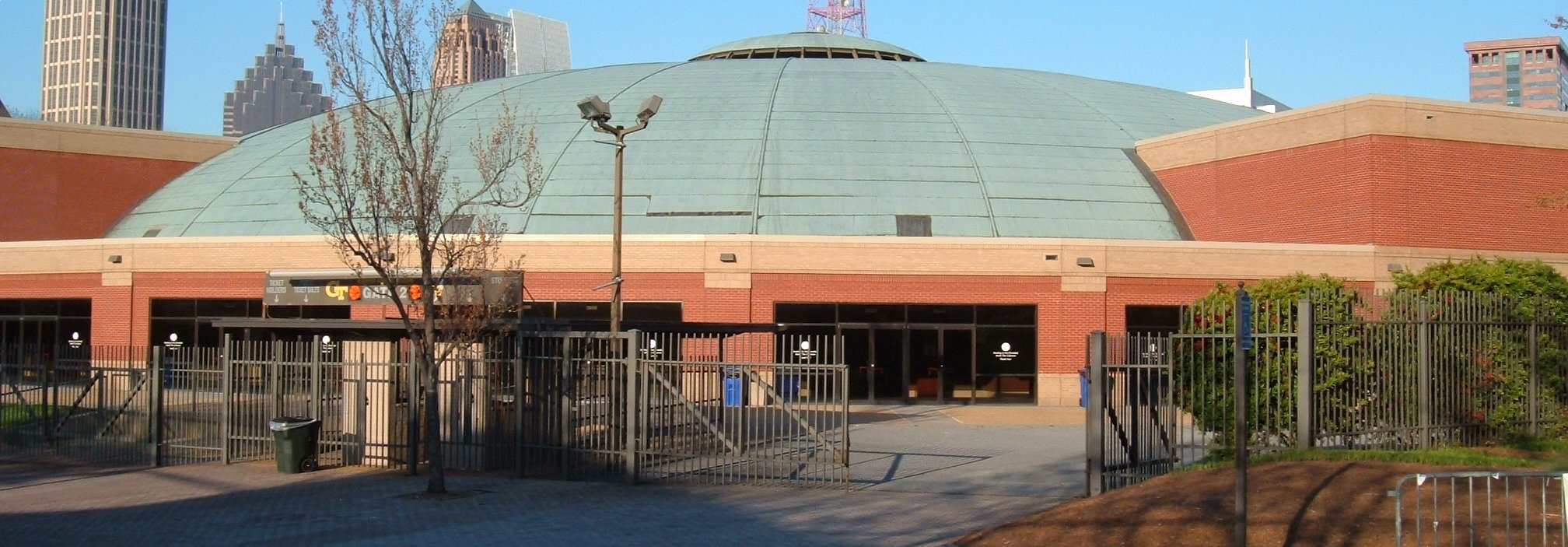
Alexander Memorial Coliseum (1968–1972 oraz 1997–1999)
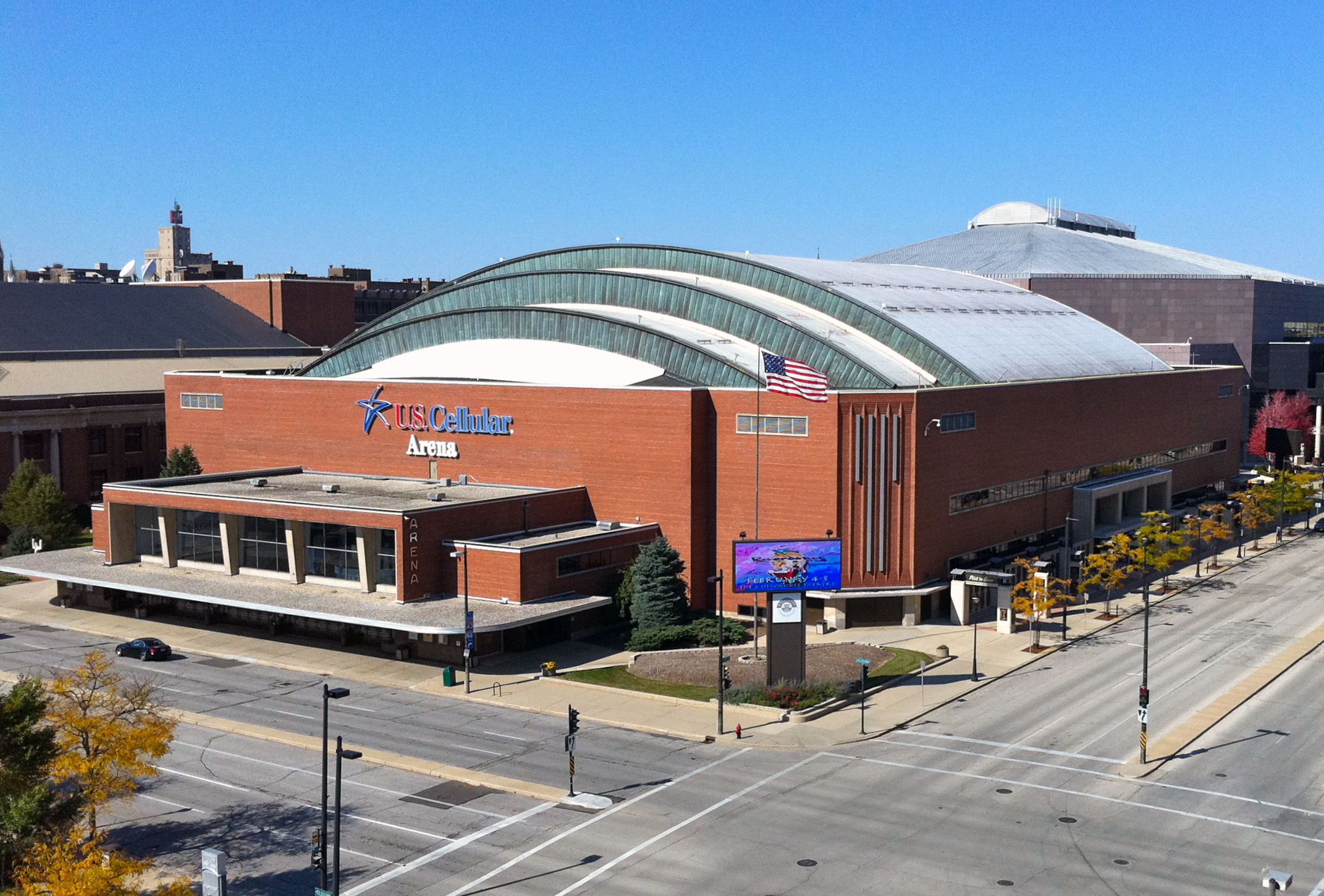
Milwaukee Arena (1947–1959)
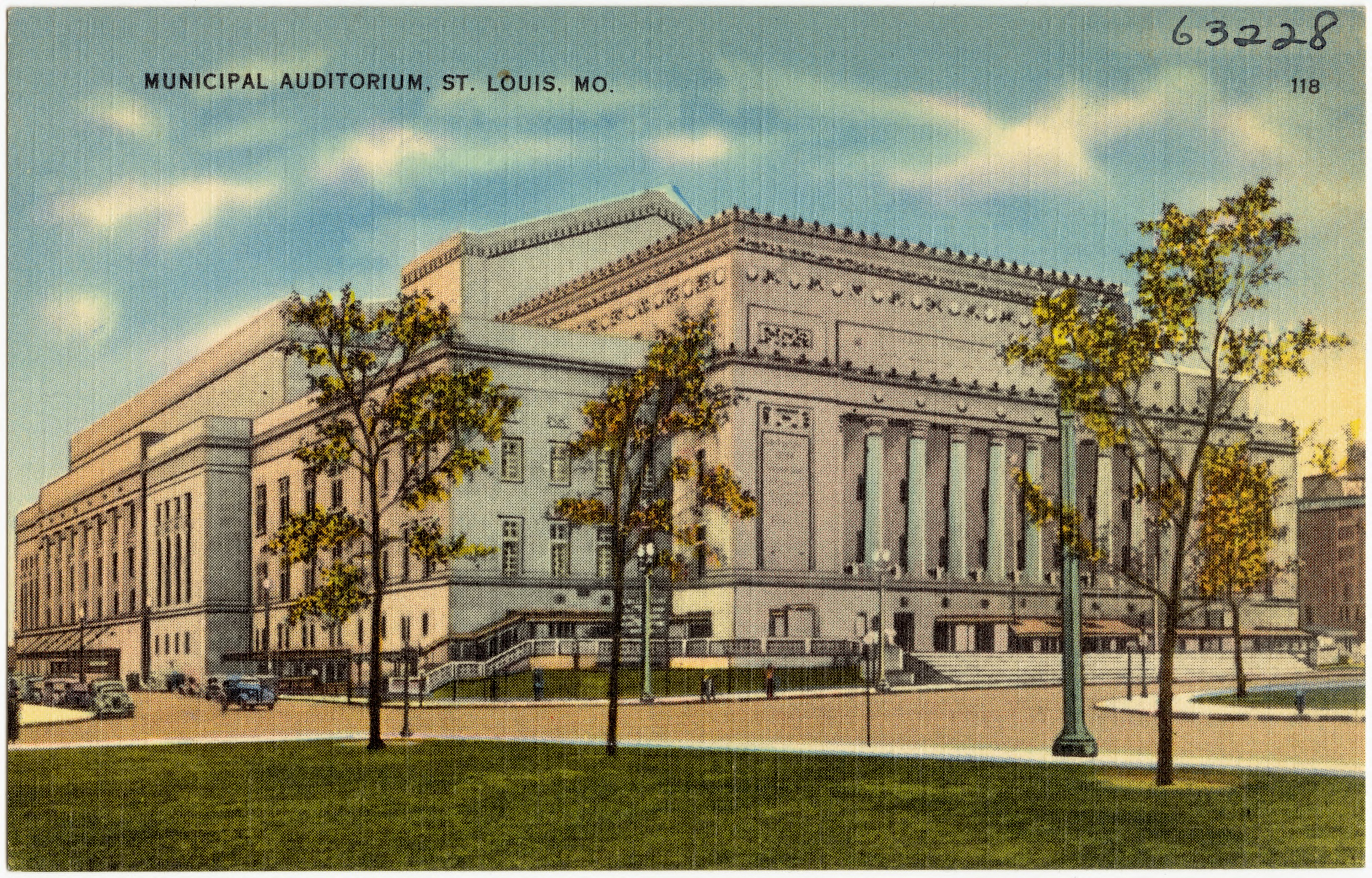
Kiel Auditorium 1955–1968
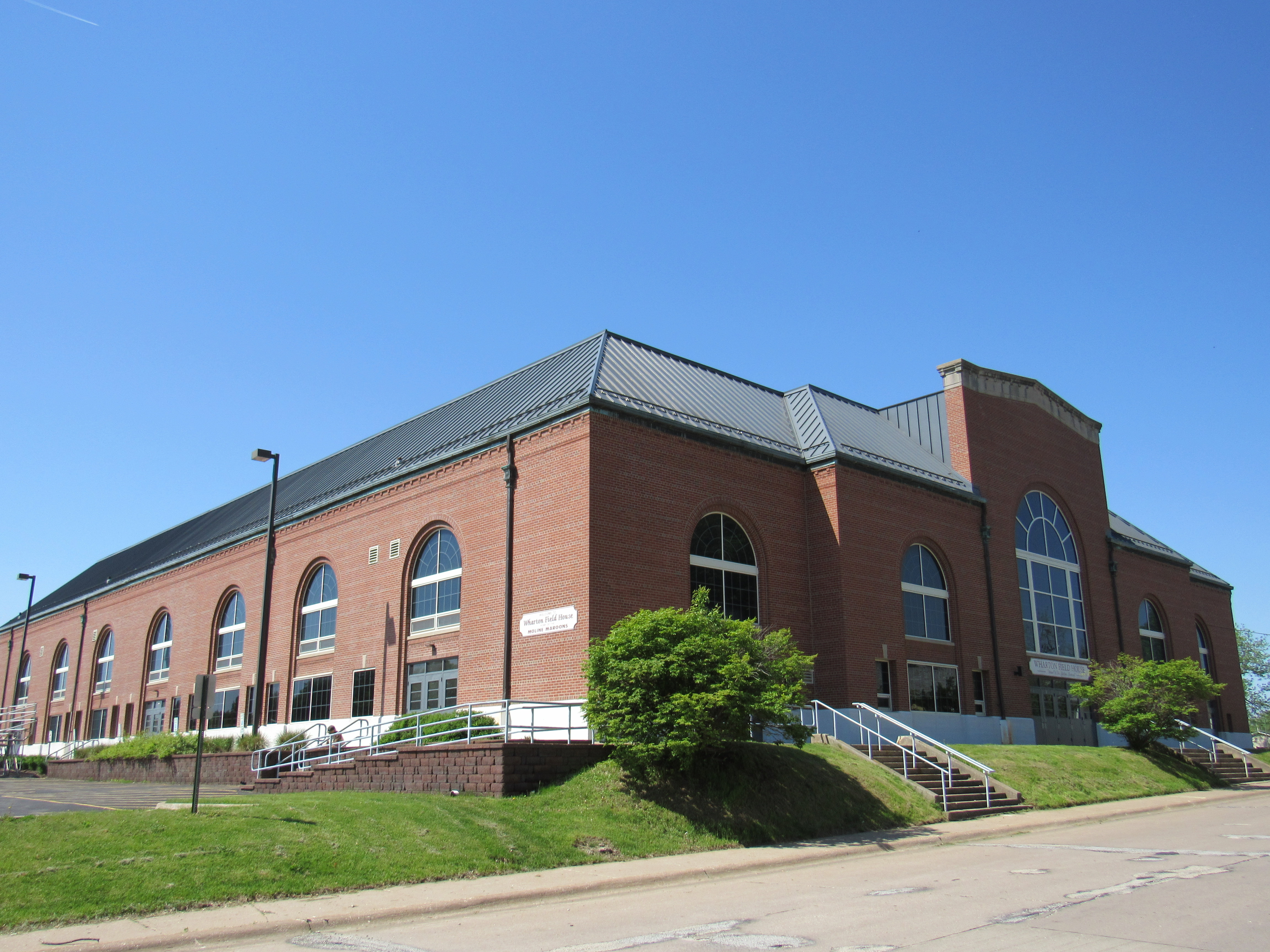
Wharton Field House 1946–1951

## Sukcesy
| Tytuł              | Liczba | Rok |
| ------------------ | ------ | --- |
| Mistrz NBA         | 1      | 1958 |
| Mistrz Konferencji | 4      | 1957, 1958, 1960, 1961 |
| Mistrz dywizji     | 5      | 1980, 1987, 1994, 2015, 2021 |
| Występy w play-off | 49     | 1950, 1956, 1957, 1958, 1959, 1960, 1961, 1963, 1964, 1965, 1966, 1967, 1968, 1969, 1970, 1971, 1972, 1973, 1978, 1979, 1980, 1982, 1983, 1984, 1986, 1987, 1988, 1989, 1991, 1993, 1994, 1995, 1996, 1997, 1998, 1999, 2008, 2009, 2010, 2011, 2012, 2013, 2014, 2015, 2016, 2017, 2021, 2022, 2023 |
| Występy w play-in  | 4      | 2022, 2023, 2024, 2025 |

## Poszczególne sezony
Na podstawie:. Stan na koniec sezonu 2024/25
| Sezon                 | Liga | Konferencja | Poz. w konf. | Dywizja   | Poz. w dyw. | Sezon regularny | Sezon regularny | Playoffs |
| Sezon                 | Liga | Konferencja | Poz. w konf. | Dywizja   | Poz. w dyw. | Wyg.            | Por.            | Playoffs |
| --------------------- | ---- | ----------- | ------------ | --------- | ----------- | --------------- | --------------- | --- |
| Tri-Cities Blackhawks |      |             |              |           |             |                 |                 | |
| 1949/50               | NBA  | Wschodnia   | 3            | –         | –           | 29              | 35              | Porażka w pół. Konf. z Anderson Packers (1-2) |
| 1950/51               | NBA  | Wschodnia   | 5            | –         | –           | 25              | 43              | |
| Milwaukee Hawks       |      |             |              |           |             |                 |                 | |
| 1951/52               | NBA  | Zachodnia   | 5            | –         | –           | 17              | 49              | |
| 1952/53               | NBA  | Zachodnia   | 5            | –         | –           | 27              | 44              | |
| 1953/54               | NBA  | Zachodnia   | 5            | –         | –           | 21              | 51              | |
| 1954/55               | NBA  | Zachodnia   | 5            | –         | –           | 26              | 46              | |
| Saint Louis Hawks     |      |             |              |           |             |                 |                 | |
| 1955/56               | NBA  | Zachodnia   | 3            | –         | –           | 33              | 39              | Wygrana w półfinale Konf.z Minneapolis Lakers (2-1) Porażka w finale Konf. z Fort Wayne Pistons (2-3)                                              |
| 1956/57               | NBA  | Zachodnia   | 1            | –         | –           | 34              | 38              | Wygrana w finale Konf. z Minneapolis Lakers (3-0) Porażka w finale NBA z Boston Celtics (3-4)                                                      |
| 1957/58               | NBA  | Zachodnia   | 1            | –         | –           | 41              | 31              | Wygrana w finale Konf. z Fort Wayne Pistons (4-1) Wygrana w finale NBA z Boston Celtics (4-2)                                                      |
| 1958/59               | NBA  | Zachodnia   | 1            | –         | –           | 49              | 23              | Porażka w finale Konf. z Minneapolis Lakers (2-4)                                                                                                  |
| 1959/60               | NBA  | Zachodnia   | 1            | –         | –           | 46              | 29              | Wygrana w finale Konf. z Minneapolis Lakers (4-3) Porażka w finale NBA z Boston Celtics (3-4)                                                      |
| 1960/61               | NBA  | Zachodnia   | 1            | –         | –           | 51              | 28              | Wygrana w finale Konf. z Minneapolis Lakers (4-3) Porażka w finale NBA z Boston Celtics (1-4)                                                      |
| 1961/62               | NBA  | Zachodnia   | 4            | –         | –           | 29              | 51              | |
| 1962/63               | NBA  | Zachodnia   | 2            | –         | –           | 48              | 32              | Wygrana w półfinale Konf. z Detroit Pistons (3-1) Porażka w finale Konf. z Los Angeles Lakers (3-4)                                                |
| 1963/64               | NBA  | Zachodnia   | 2            | –         | –           | 46              | 34              | Wygrana w półfinale Konf. z Los Angeles Lakers (3-2) Porażka w finale Konf. z San Francisco Warriors (3-4)                                         |
| 1964/65               | NBA  | Zachodnia   | 2            | –         | –           | 45              | 35              | Porażka w półfinale Konf. z Baltimore Bullets (1-3)                                                                                                |
| 1965/66               | NBA  | Zachodnia   | 3            | –         | –           | 36              | 44              | Wygrana w półfinale Konf. z Baltimore Bullets (3-0) Porażka w finale Konf. z Los Angeles Lakers (3-4)                                              |
| 1966/67               | NBA  | Zachodnia   | 2            | –         | –           | 39              | 42              | Wygrana w półfinale Konf. z Chicago Bulls (3-0) Porażka w finale Konf. z San Francisco Warriors (2-4)                                              |
| 1967/68               | NBA  | Zachodnia   | 1            | –         | –           | 56              | 26              | Porażka w półfinale Konf. z San Francisco Warriors (2-4)                                                                                           |
| Atlanta Hawks         |      |             |              |           |             |                 |                 | |
| 1968/69               | NBA  | Zachodnia   | 2            | –         | –           | 48              | 34              | Wygrana w półfinale Konf. z San Diego Rockets (4-2) Porażka w finale Konf. z Los Angeles Lakers (1-4)                                              |
| 1969/70               | NBA  | Zachodnia   | 1            | –         | –           | 48              | 34              | Wygrana w półfinale Konf. z Chicago Bulls (4-1) Porażka w finale Konf. z Los Angeles Lakers (0-4)                                                  |
| 1970/71               | NBA  | Wschodnia   | 5            | Central   | 2           | 36              | 46              | Porażka w półfinale Konf. z New York Knicks (1-4)                                                                                                  |
| 1971/72               | NBA  | Wschodnia   | 4            | Central   | 2           | 36              | 46              | Porażka w półfinale Konf. z Boston Celtics (2-4)                                                                                                   |
| 1972/73               | NBA  | Wschodnia   | 4            | Central   | 2           | 46              | 36              | Porażka w półfinale Konf. z Boston Celtics (2-4)                                                                                                   |
| 1973/74               | NBA  | Wschodnia   | 5            | Central   | 2           | 35              | 47              | |
| 1974/75               | NBA  | Wschodnia   | 8            | Central   | 4           | 31              | 51              | |
| 1975/76               | NBA  | Wschodnia   | 9            | Central   | 5           | 29              | 53              | |
| 1976/77               | NBA  | Wschodnia   | 9            | Central   | 6           | 31              | 51              | |
| 1977/78               | NBA  | Wschodnia   | 6            | Central   | 4           | 41              | 41              | Porażka w 1. rundzie z Washington Bullets (0-2) |
| 1978/79               | NBA  | Wschodnia   | 5            | Central   | 3           | 46              | 36              | Wygrana w 1. rundzie z Houston Rockets (2-0) Porażka w półfinale Konf. z Washington Bullets (3-4)                                                  |
| 1979/80               | NBA  | Wschodnia   | 2            | Central   | 1           | 50              | 32              | Porażka w półfinale Konf. z Philadelphia 76ers (1-4)                                                                                               |
| 1980/81               | NBA  | Wschodnia   | 8            | Central   | 4           | 31              | 51              | |
| 1981/82               | NBA  | Wschodnia   | 6            | Central   | 2           | 42              | 40              | Porażka w 1. rundzie z Philadelphia 76ers (0-2) |
| 1982/83               | NBA  | Wschodnia   | 6            | Central   | 2           | 43              | 39              | Porażka w 1. rundzie z Boston Celtics (1-2) |
| 1983/84               | NBA  | Wschodnia   | 7            | Central   | 3           | 40              | 42              | Porażka w 1. rundzie z Milwaukee Bucks (2-3) |
| 1984/85               | NBA  | Wschodnia   | 9            | Central   | 5           | 34              | 48              | |
| 1985/86               | NBA  | Wschodnia   | 4            | Central   | 2           | 50              | 32              | Wygrana w 1. rundzie z Detroit Pistons (3-1) Porażka w półfinale Konf. z Boston Celtics (1-4)                                                      |
| 1986/87               | NBA  | Wschodnia   | 2            | Central   | 1           | 57              | 25              | Wygrana w 1. rundzie z Indiana Pacers (3-1) Porażka w półfinale Konf. z Detroit Pistons (1-4)                                                      |
| 1987/88               | NBA  | Wschodnia   | 4            | Central   | 3           | 50              | 32              | Wygrana w 1. rundzie z Milwaukee Bucks (3-2) Porażka w półfinale Konf. z Boston Celtics (3-4)                                                      |
| 1988/89               | NBA  | Wschodnia   | 4            | Central   | 3           | 52              | 30              | Porażka w 1. rundzie z Milwaukee Bucks (2-3) |
| 1989/90               | NBA  | Wschodnia   | 9            | Central   | 6           | 41              | 41              | |
| 1990/91               | NBA  | Wschodnia   | 6            | Central   | 4           | 43              | 39              | Porażka w 1. rundzie z Detroit Pistons (2-3) |
| 1991/92               | NBA  | Wschodnia   | 9            | Central   | 5           | 38              | 44              | |
| 1992/93               | NBA  | Wschodnia   | 7            | Central   | 4           | 43              | 39              | Porażka w 1. rundzie z Chicago Bulls (0-3) |
| 1993/94               | NBA  | Wschodnia   | 1            | Central   | 1           | 57              | 25              | Wygrana w 1. rundzie z Miami Heat (3-2) Porażka w półfinale Konf. z Indiana Pacers (2-4)                                                           |
| 1994/95               | NBA  | Wschodnia   | 7            | Central   | 5           | 42              | 40              | Porażka w 1. rundzie z Indiana Pacers (0-3) |
| 1995/96               | NBA  | Wschodnia   | 6            | Central   | 4           | 46              | 36              | Wygrana w 1. rundzie z Indiana Pacers (3-2) Porażka w półfinale Konf. z Orlando Magic (1-4)                                                        |
| 1996/97               | NBA  | Wschodnia   | 4            | Central   | 2           | 56              | 26              | Wygrana w 1. rundzie z Detroit Pistons (3-2) Porażka w półfinale Konf. z Chicago Bulls (1-4)                                                       |
| 1997/98               | NBA  | Wschodnia   | 5            | Central   | 4           | 50              | 32              | Porażka w 1. rundzie z Charlotte Hornets (1-3) |
| 1998/99               | NBA  | Wschodnia   | 4            | Central   | 2           | 31              | 19              | Wygrana w 1. rundzie z Detroit Pistons (3-2) Porażka w półfinale Konf. z New York Knicks (0-4)                                                     |
| 1999/00               | NBA  | Wschodnia   | 14           | Central   | 7           | 28              | 54              | |
| 2000/01               | NBA  | Wschodnia   | 13           | Central   | 7           | 25              | 57              | |
| 2001/02               | NBA  | Wschodnia   | 12           | Central   | 6           | 33              | 49              | |
| 2002/03               | NBA  | Wschodnia   | 11           | Central   | 5           | 35              | 47              | |
| 2003/04               | NBA  | Wschodnia   | 12           | Central   | 7           | 28              | 54              | |
| 2004/05               | NBA  | Wschodnia   | 15           | Southeast | 5           | 13              | 69              | |
| 2005/06               | NBA  | Wschodnia   | 14           | Southeast | 5           | 26              | 56              | |
| 2006/07               | NBA  | Wschodnia   | 13           | Southeast | 5           | 30              | 52              | |
| 2007/08               | NBA  | Wschodnia   | 8            | Southeast | 3           | 37              | 45              | Porażka w 1. rundzie z Boston Celtics (3-4) |
| 2008/09               | NBA  | Wschodnia   | 4            | Southeast | 2           | 47              | 35              | Zwycięstwo w 1. rundzie z Miami Heat (4-3) Porażka w półfinale Konf. z Cleveland Cavaliers (0-4)                                                   |
| 2009/10               | NBA  | Wschodnia   | 3            | Southeast | 2           | 53              | 29              | Wygrana w 1. rundzie z Milwaukee Bucks (4-3) Porażka w półfinale Konf. z Orlando Magic (0-4)                                                       |
| 2010/11               | NBA  | Wschodnia   | 5            | Southeast | 3           | 44              | 38              | Wygrana w 1. rundzie z Orlando Magic (4-2) Porażka w półfinale Konf. z Chicago Bulls (2-4)                                                         |
| 2011/12               | NBA  | Wschodnia   | 5            | Southeast | 2           | 40              | 26              | Porażka w 1. rundzie z Boston Celtics (2-4) |
| 2012/13               | NBA  | Wschodnia   | 6            | Southeast | 2           | 44              | 38              | Porażka w 1. rundzie z Indiana Pacers (2-4) |
| 2013/14               | NBA  | Wschodnia   | 8            | Southeast | 4           | 38              | 44              | Porażka w 1. rundzie z Indiana Pacers (3-4) |
| 2014/15               | NBA  | Wschodnia   | 1            | Southeast | 1           | 60              | 22              | Wygrana w 1. rundzie z Brooklyn Nets (4-2) Wygrana w półfinale Konf. z Washington Wizards (4-2) Porażka w finale Konf. z Cleveland Cavaliers (0-4) |
| 2015/16               | NBA  | Wschodnia   | 4            | Southeast | 2           | 48              | 34              | Wygrana w 1. rundzie z Boston Celtics (4-2) Porażka w półfinale Konf. z Cleveland Cavaliers (0-4)                                                  |
| 2016/17               | NBA  | Wschodnia   | 5            | Southeast | 2           | 43              | 39              | Porażka w 1. rundzie z Washington Wizards (2-4) |
| 2017/18               | NBA  | Wschodnia   | 15           | Southeast | 5           | 24              | 58              | |
| 2018/19               | NBA  | Wschodnia   | 12           | Southeast | 5           | 29              | 53              | |
| 2019/20               | NBA  | Wschodnia   | 14           | Southest  | 5           | 20              | 47              | |
| 2020/21               | NBA  | Wschodnia   | 5            | Southeast | 1           | 41              | 31              | Wygrana w 1. rundzie z New York Knicks (4-1) Wygrana w pół. półfinale z Philadelphia 76ers (4-3) Porażka z finale Konf. z Milwaukee Bucks (2-4)    |
| 2021/22               | NBA  | Wschodnia   | 9 / 8        | Southeast | 2           | 43              | 39              | Wygrana w play-in z Charlotte Hornets (1-0) Wygrana w play-in z Cleveland Cavaliers (1-0) Porażka w 1. rundzie z Miami Heat (1-4)                  |
| 2022/23               | NBA  | Wschodnia   | 8 / 7        | Southeast | 2           | 41              | 41              | Wygrana w play-in z Miami Heat (1-0) Porażka w 1. rundzie z Boston Celtics (2-4)                                                                   |
| 2023/24               | NBA  | Wschodnia   | 10           | Southeast | 3           | 36              | 46              | Porażka w play-in z Chicago Bulls (0-1) |
| 2024/25               | NBA  | Wschodnia   | 8            | Southeast | 2           | 40              | 42              | Porażka w play-in z Orlando Magic (0-1) Porażka w play-in z Miami Heat (0-1)                                                                       |